# Józef Pokutyński

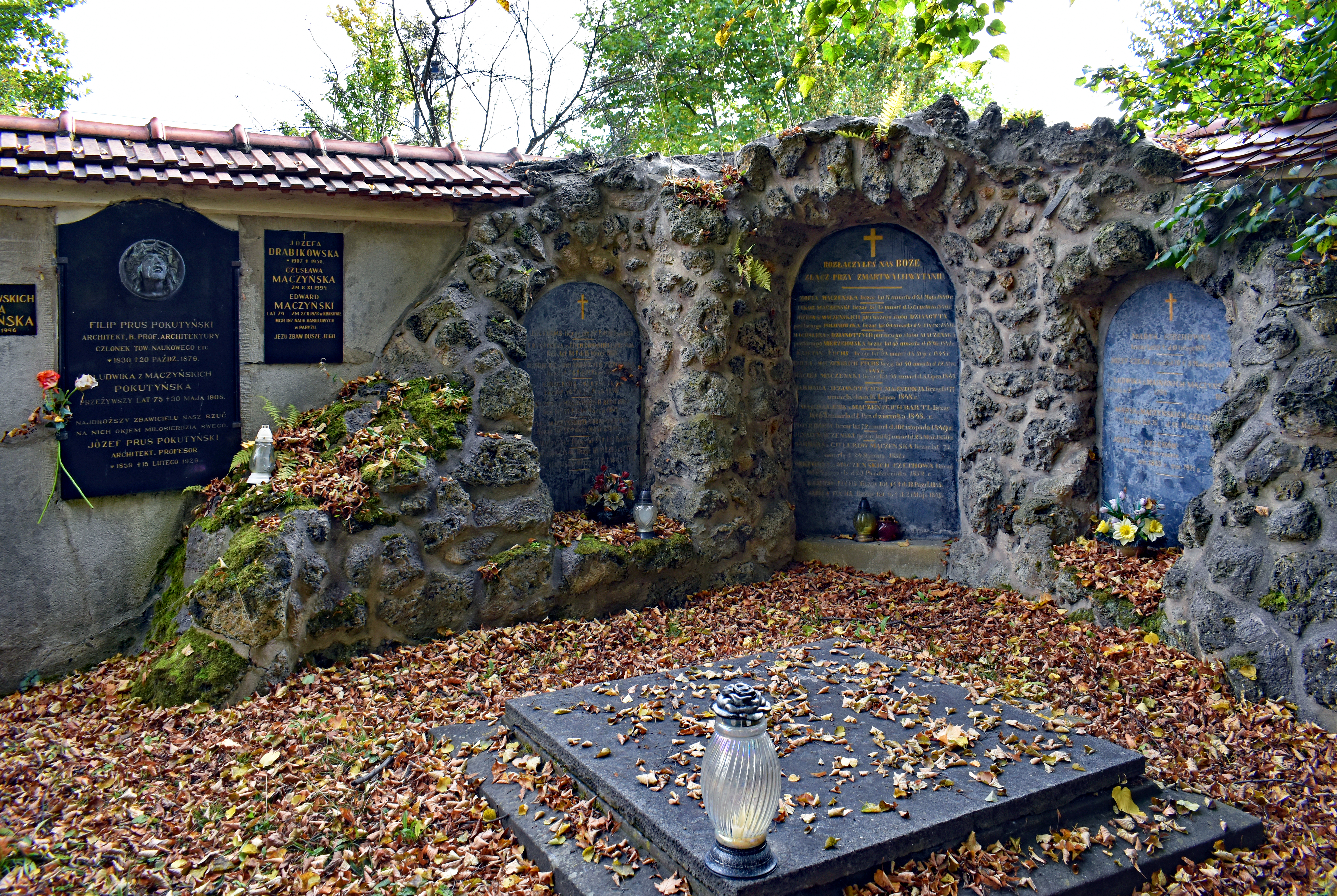
Cmentarz Rakowicki
Grobowiec Pokutyńskich

Józef Pokutyński (ur. 25 marca 1859 w Krakowie,  zm. 15 lutego 1929 tamże) – architekt, syn Filipa.

## Życiorys
Obok Antoniego Wiwulskiego, Teodora Talowskiego, Franciszka Mączyńskiego, Tadeusza Stryjeńskiego należał do elity krakowskich architektów przełomu XIX/XX wieku.
Absolwent Instytutu Technicznego w Krakowie, studiował następnie w latach 1877–1881 w wiedeńskim Instytucie Politechnicznym. Po powrocie do Krakowa uczył rysunku w Państwowej Szkole Przemysłowej i był, w latach 1895–1924, właścicielem własnego biura projektowego.
Zaprojektował i nadzorował budowę wielu obiektów sakralnych, budynków użyteczności publicznej oraz rezydencji w Krakowie i Małopolsce.
Pochowany został na cmentarzu Rakowickim w Krakowie, w narożniku pasa La i Ka, w grobowcu spokrewnionych ze sobą rodzin Czechów, Mączyńskich i Pokutyńskich.

## Projekty
- Kaplica św. Piotra i św. Pawła na Dębnikach, 1883, neorenesansowa
- Dom Rożnowskiego, ul. Sławkowska 27, 1893–1894
- Pałacyk Ostaszewskich w Krakowie,  ul. Piłsudskiego 24, 1895
- Dom Akademicki UJ (dzisiaj I Dom Akademicki Uniwersytetu Rolniczego w Krakowie „Bratniak”), ul. Jabłonowskich 10–12, 1903
- Kościół Imienia NMP,  Kalina Wielka k. Miechowa, 1908,  neogotyk
- Fabryka Tutek i Bibułek do Papierosów Herbewo,  Al. Słowackiego 64
- Dom Katolicki, dzisiaj Filharmonia Krakowska, ukończony w 1931
- przebudowa dworku Rydlówka w Bronowicach,
- odnowienie kościoła św. Barbary, 1914,
- odnowienie kościoła św. Anny, 1919–1924.

## Galeria

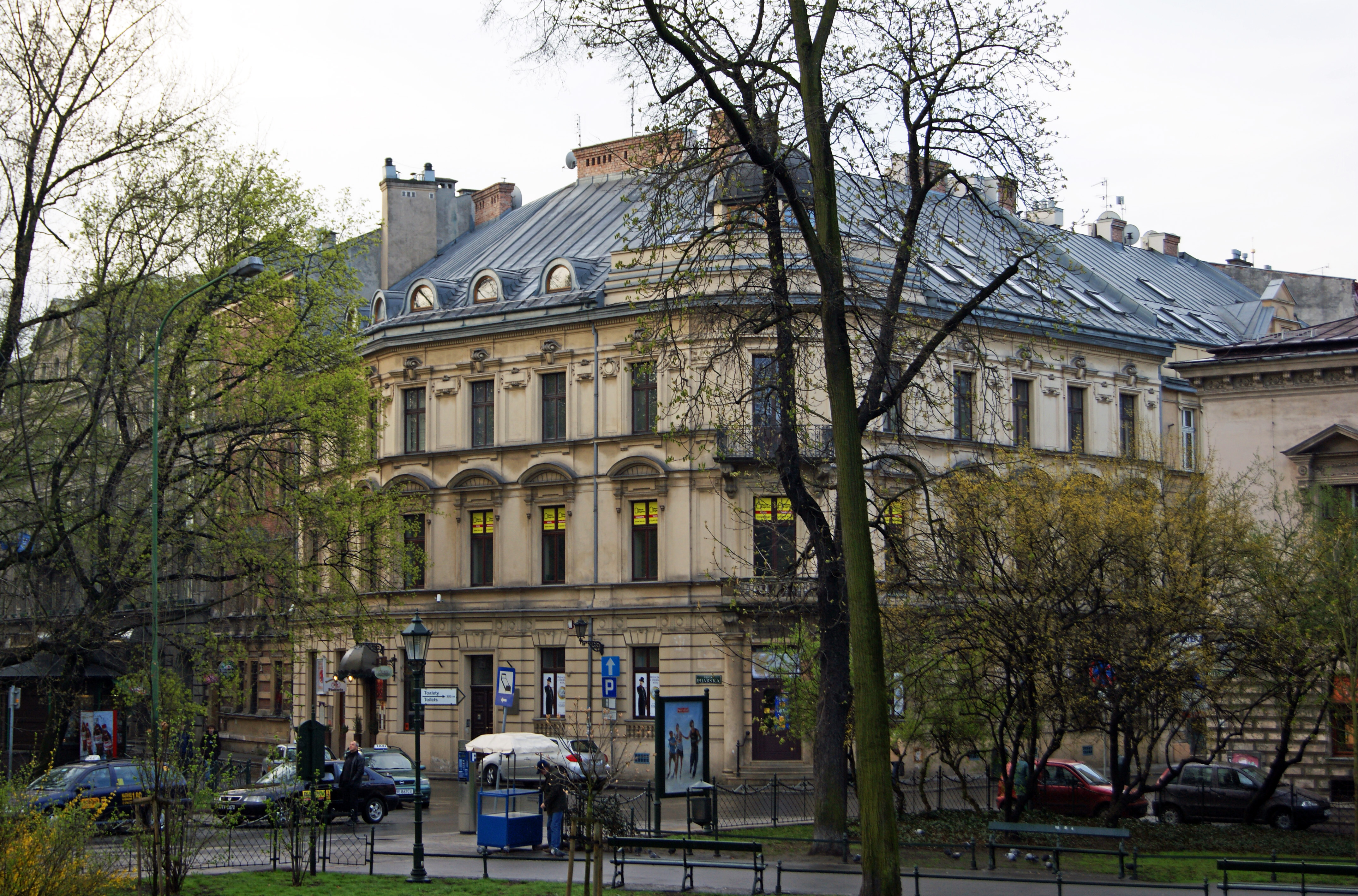
Dom Rożnowskiego (1893) Kraków ul. Sławkowska 27 (ul. Pijarska 9a)
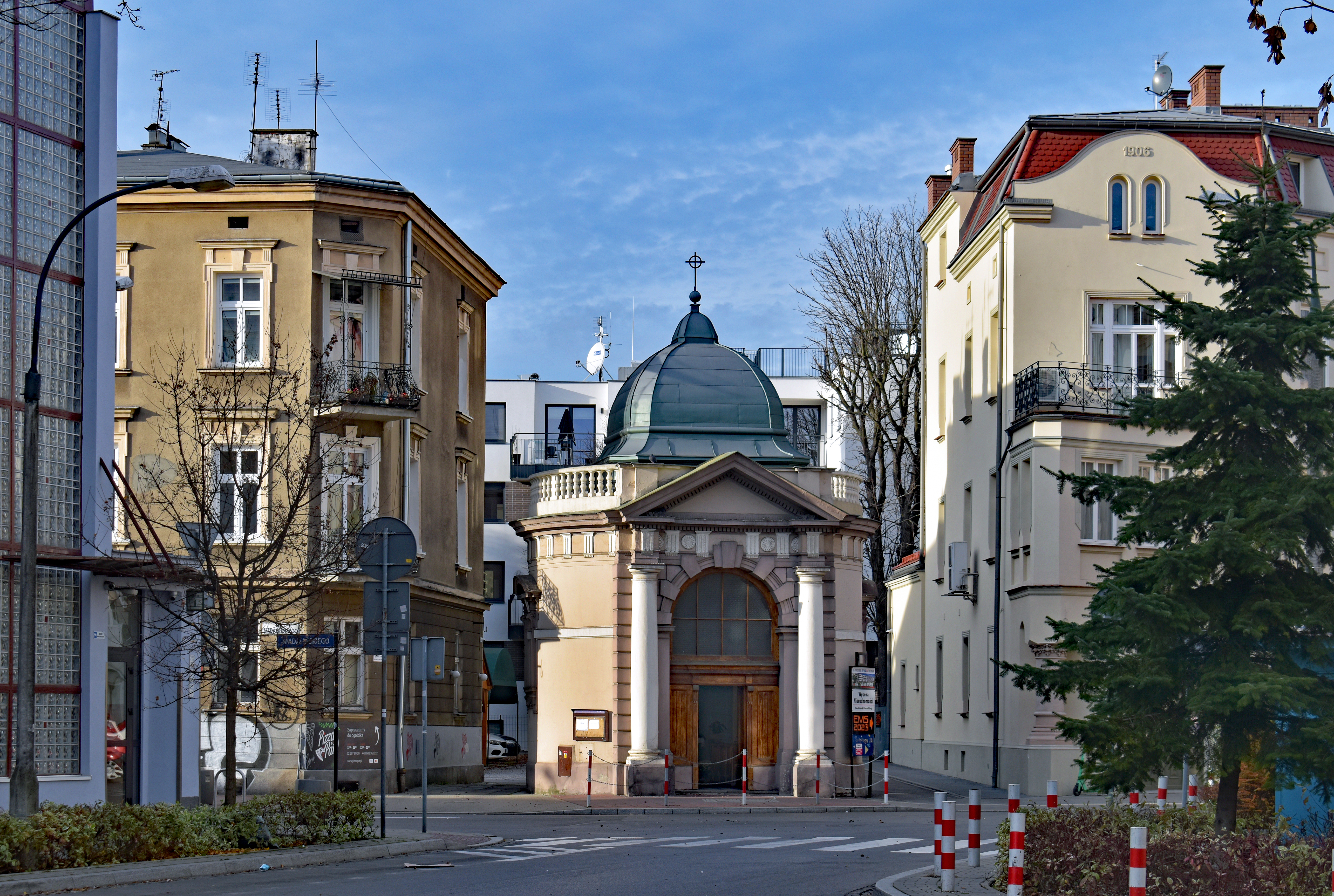
Kaplica św. Piotra i św. Pawła (1883) Kraków Dębniki  ul. Madalińskiego 13
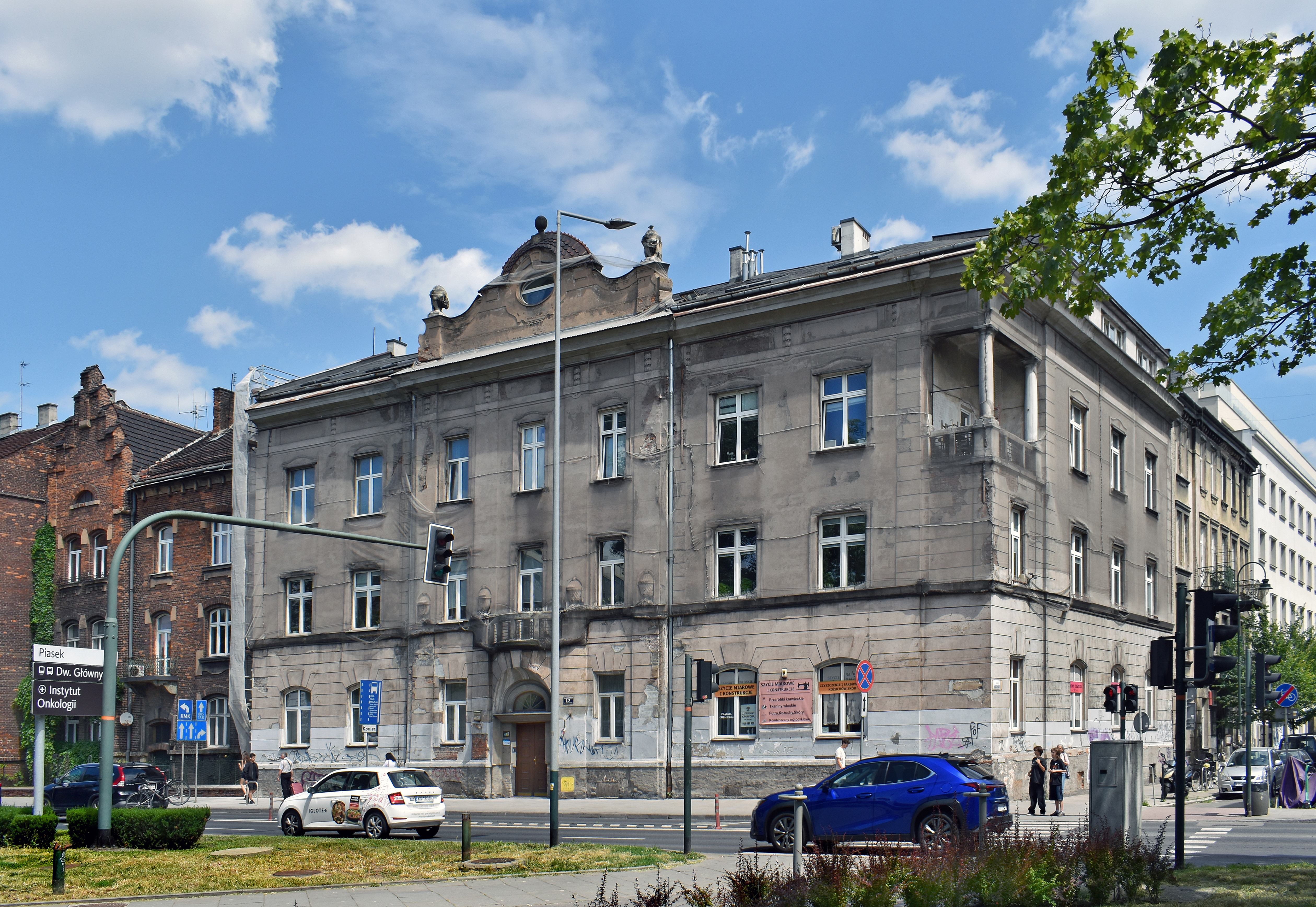
Kamienica (1908) Kraków al. Z. Krasińskiego 17
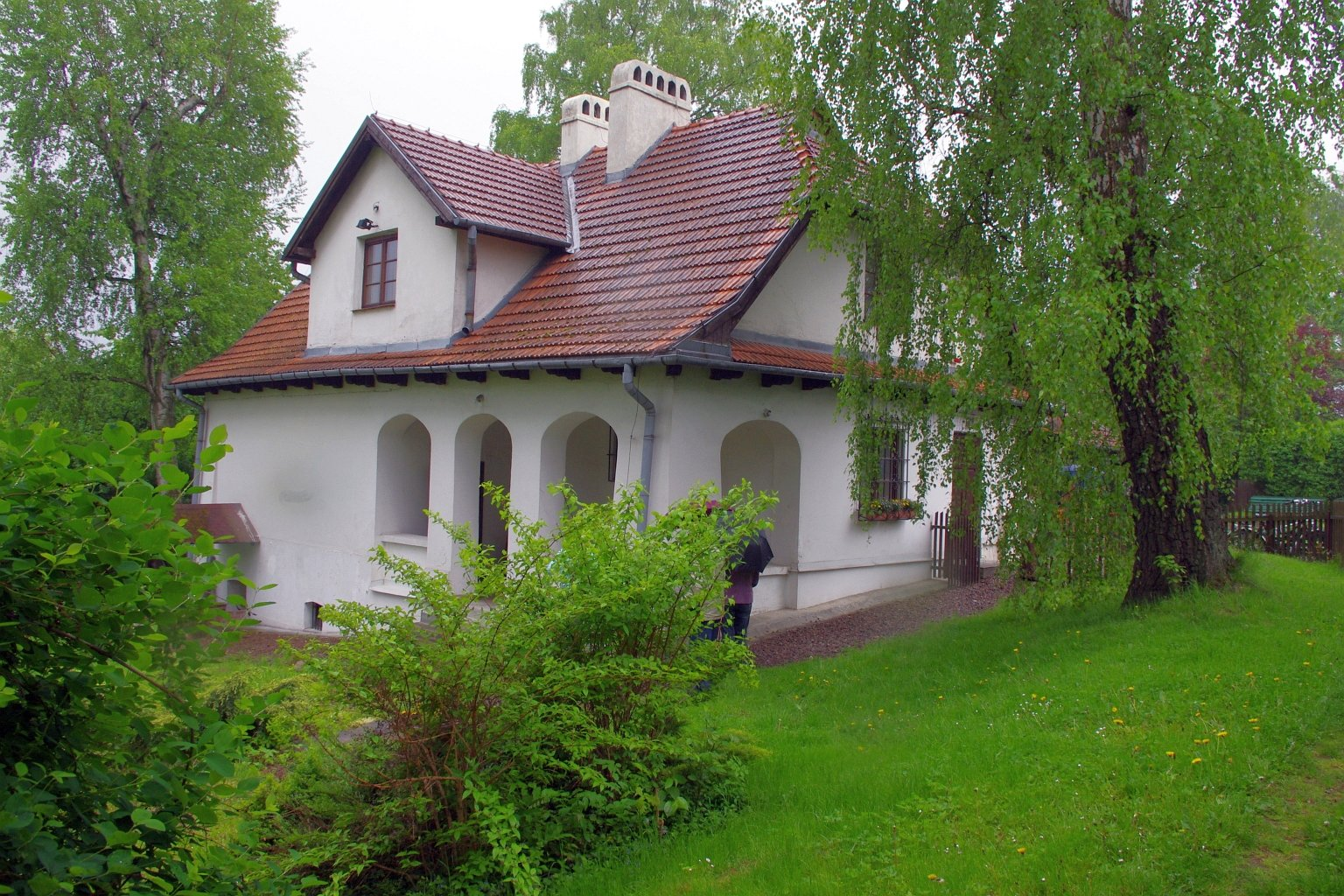
Rydlówka fragment dobudowany przez Józefa Pokutyńskiego z przeznaczeniem na gabinet Lucjana Rydla
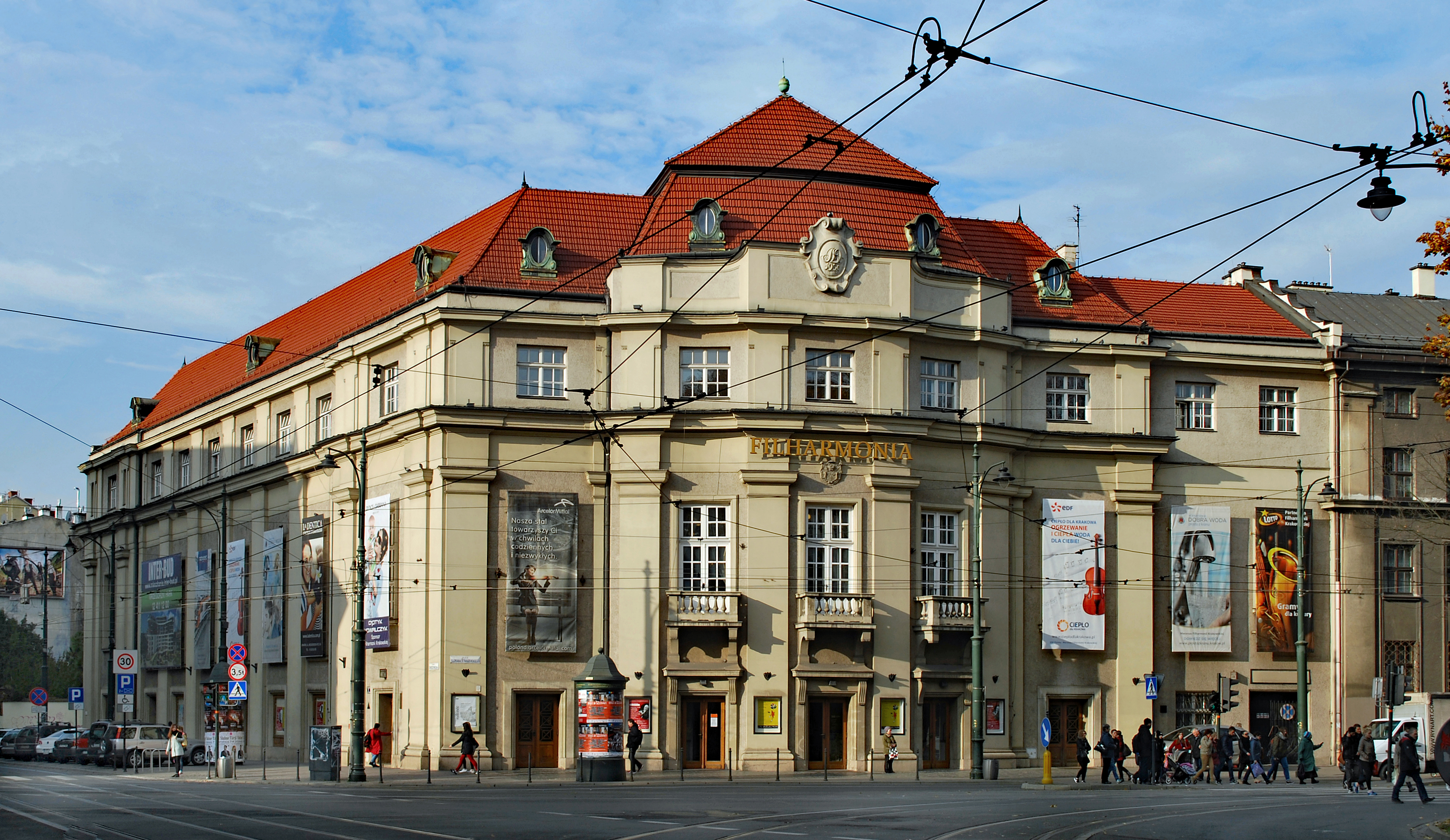
Dom Katolicki obecnie Filharmonia Kraków  ul. Zwierzyniecka 1
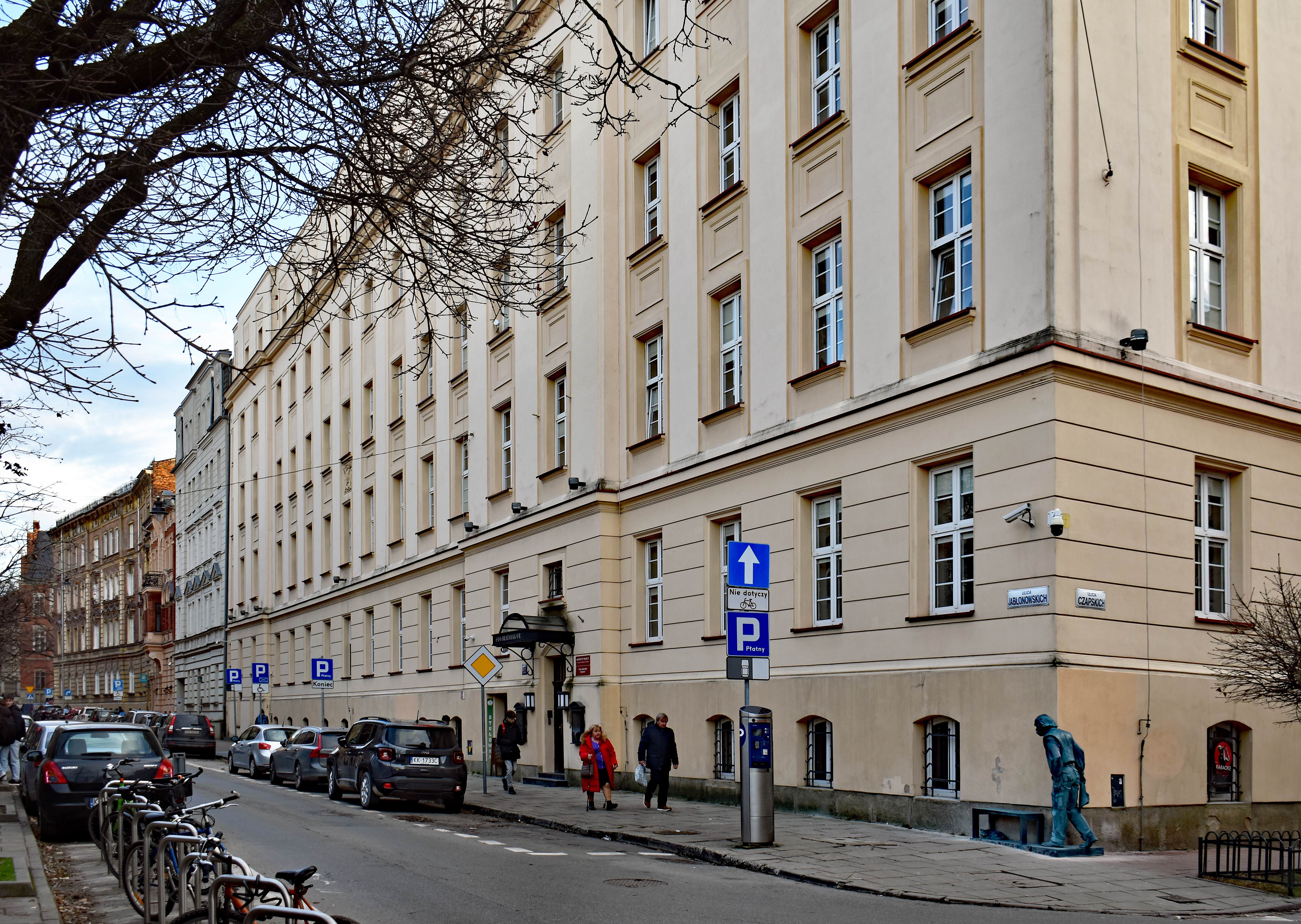
I Dom Akademicki UR „Bratniak” (1901) Kraków, ul. Jabłonowskich 10-12
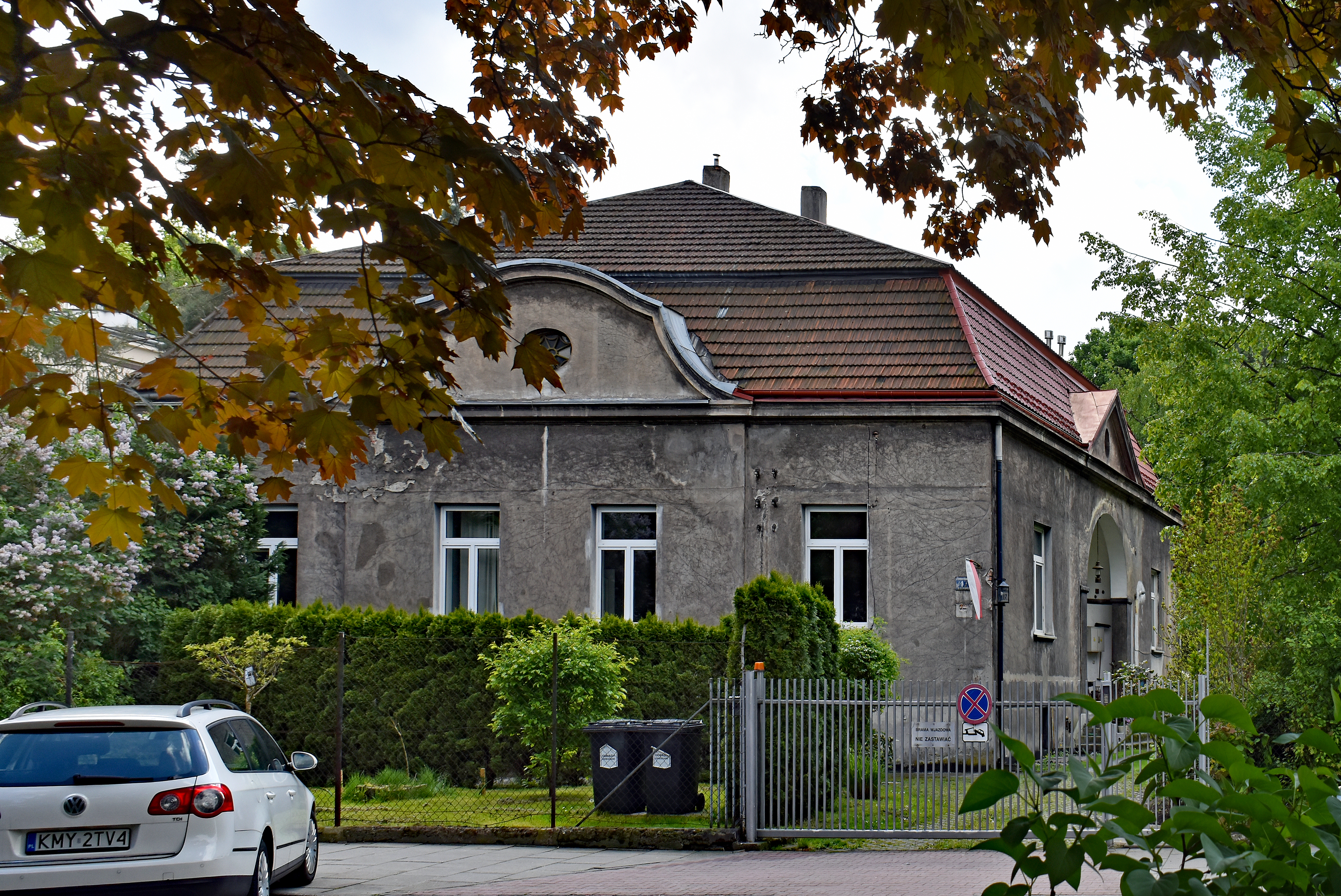
Willa Bieniarzów (1923), Kraków,  al. Daszyńskiego 17
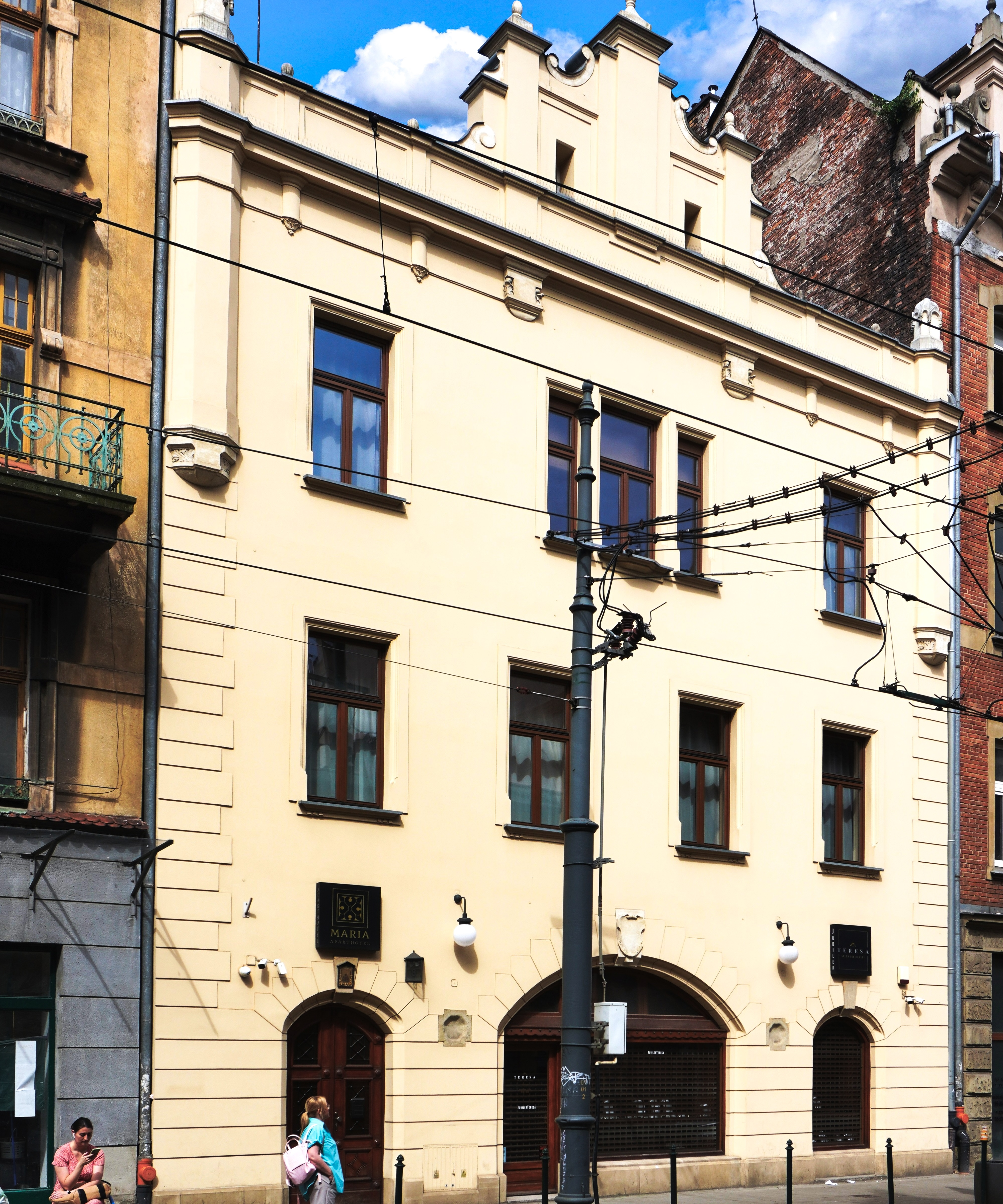
Kamienica (1907), Kraków,  ul. Długa 8
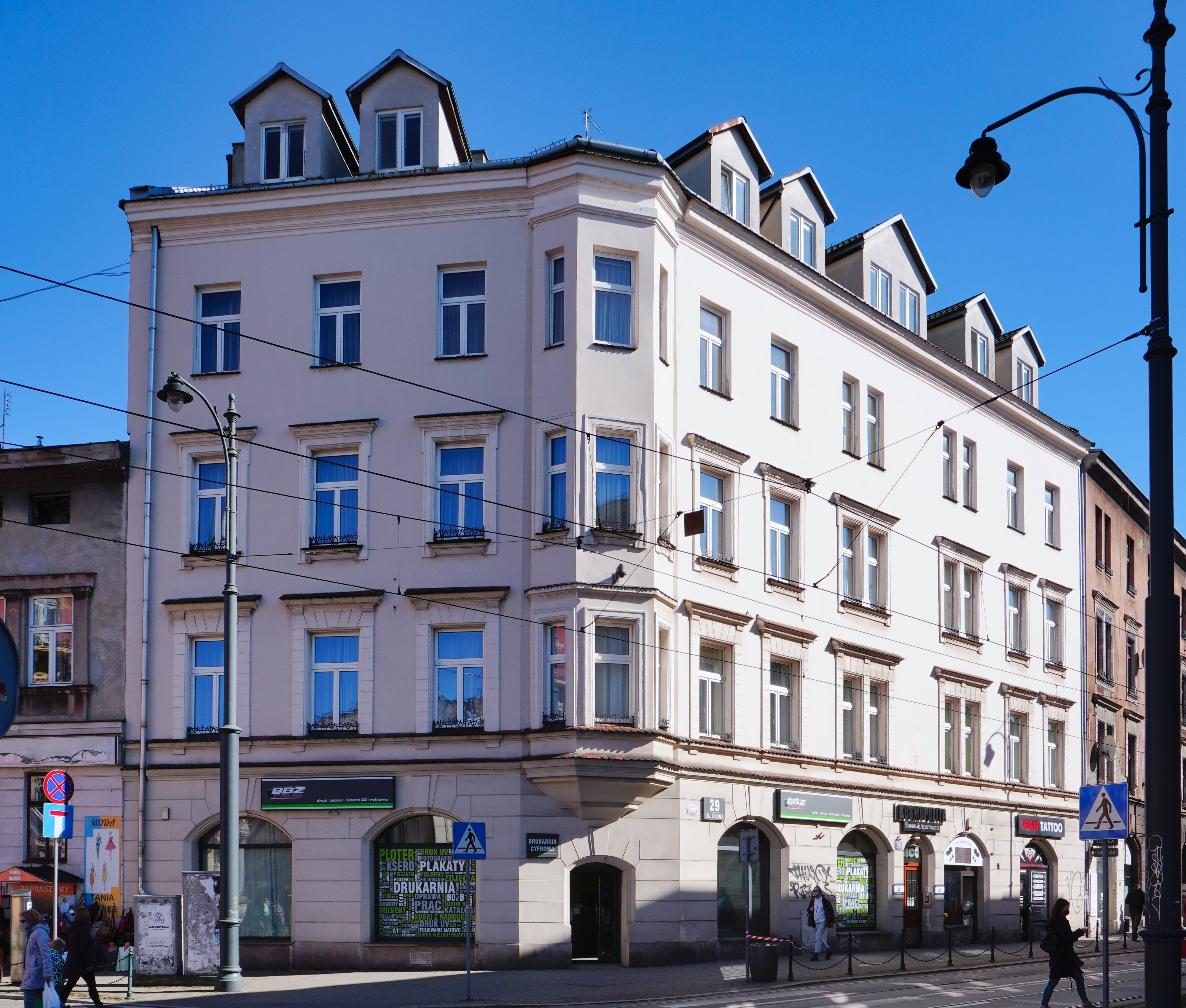
Kamienica (1910), Kraków, ul. Długa 29
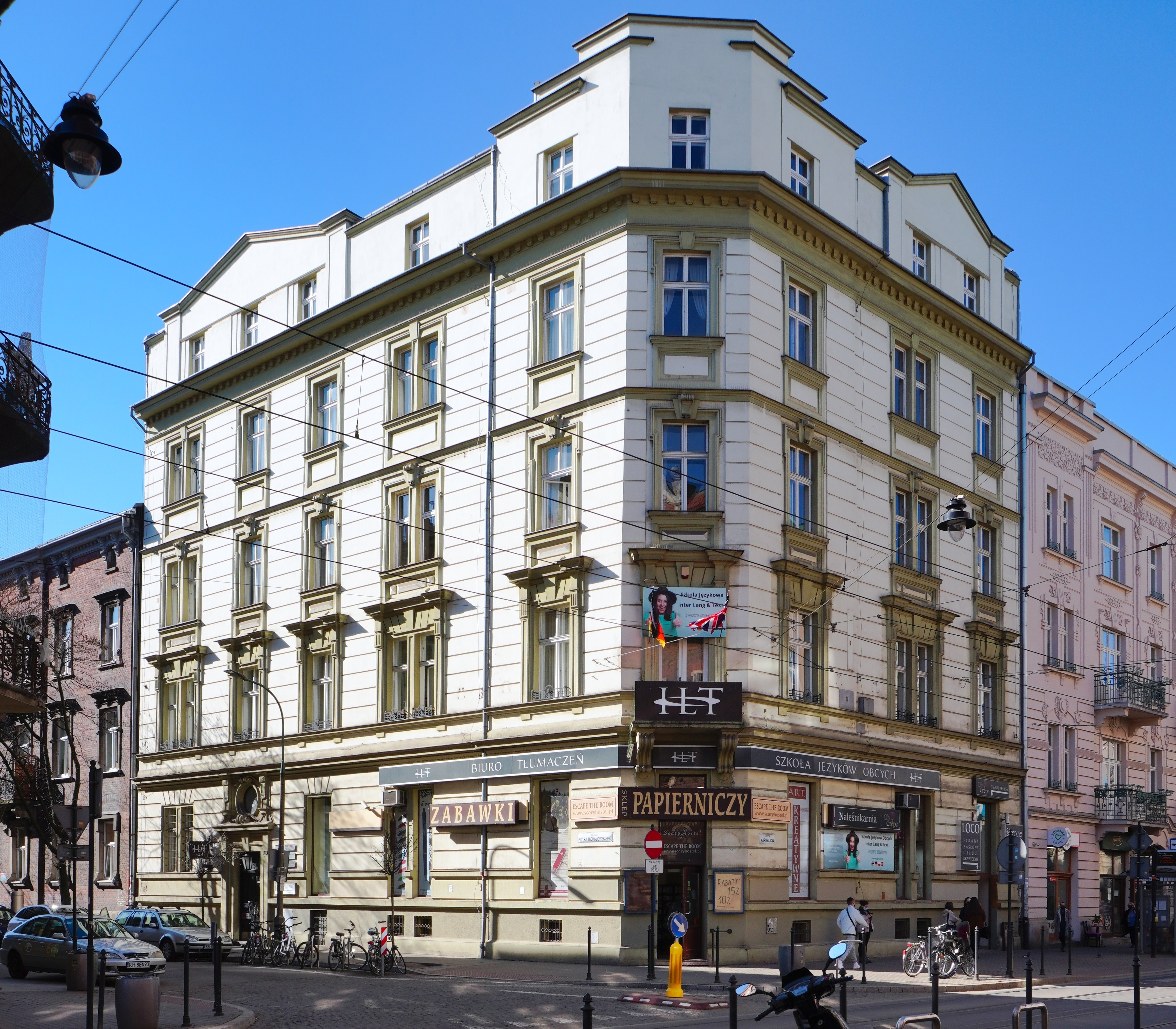
Kamienica (1895, wspólnie z Tadeuszem Stryjeńskim), Kraków, ul. Karmelicka 44
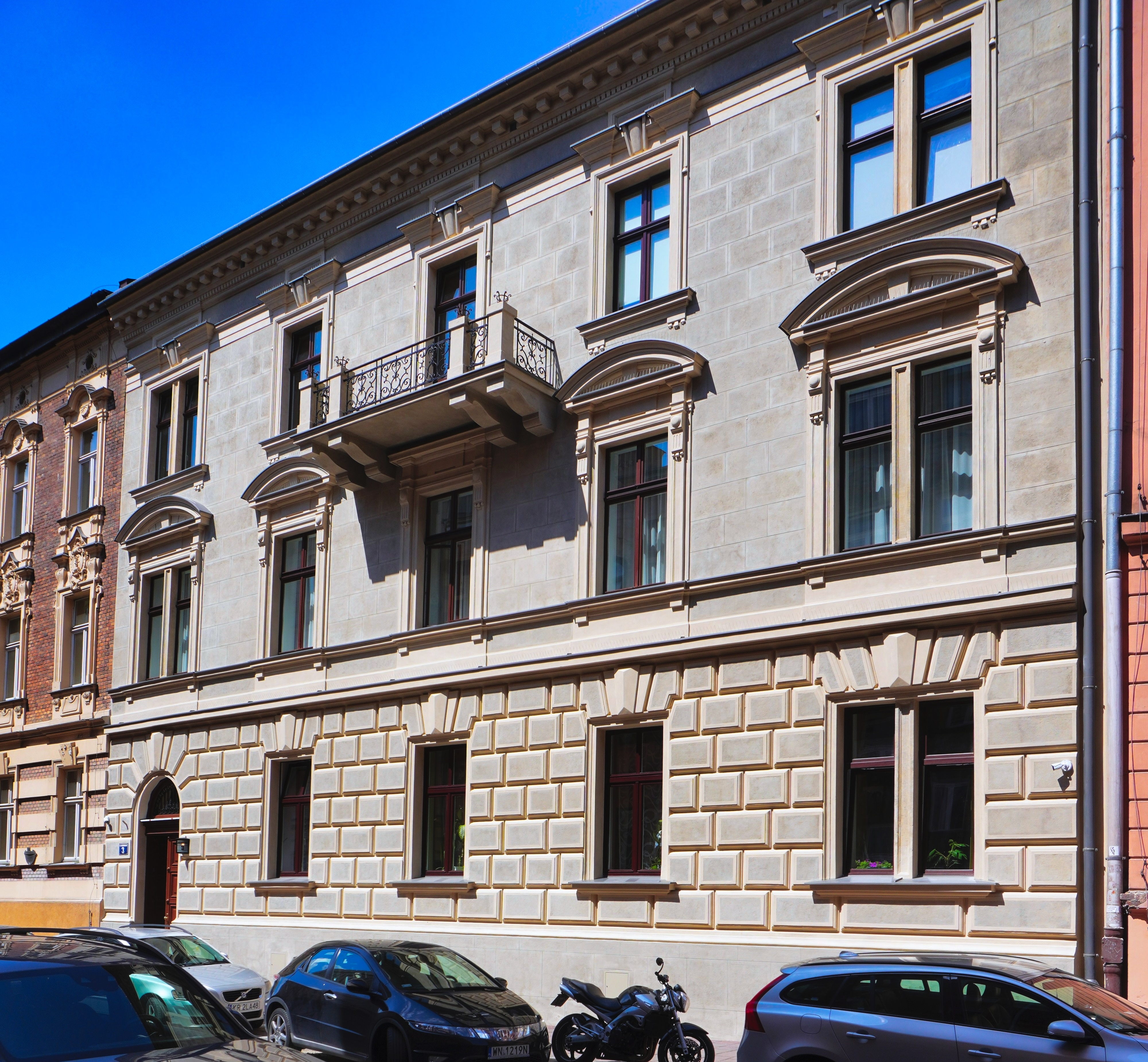
Kamienica (1899), Kraków, ul. Jabłonowskich 3
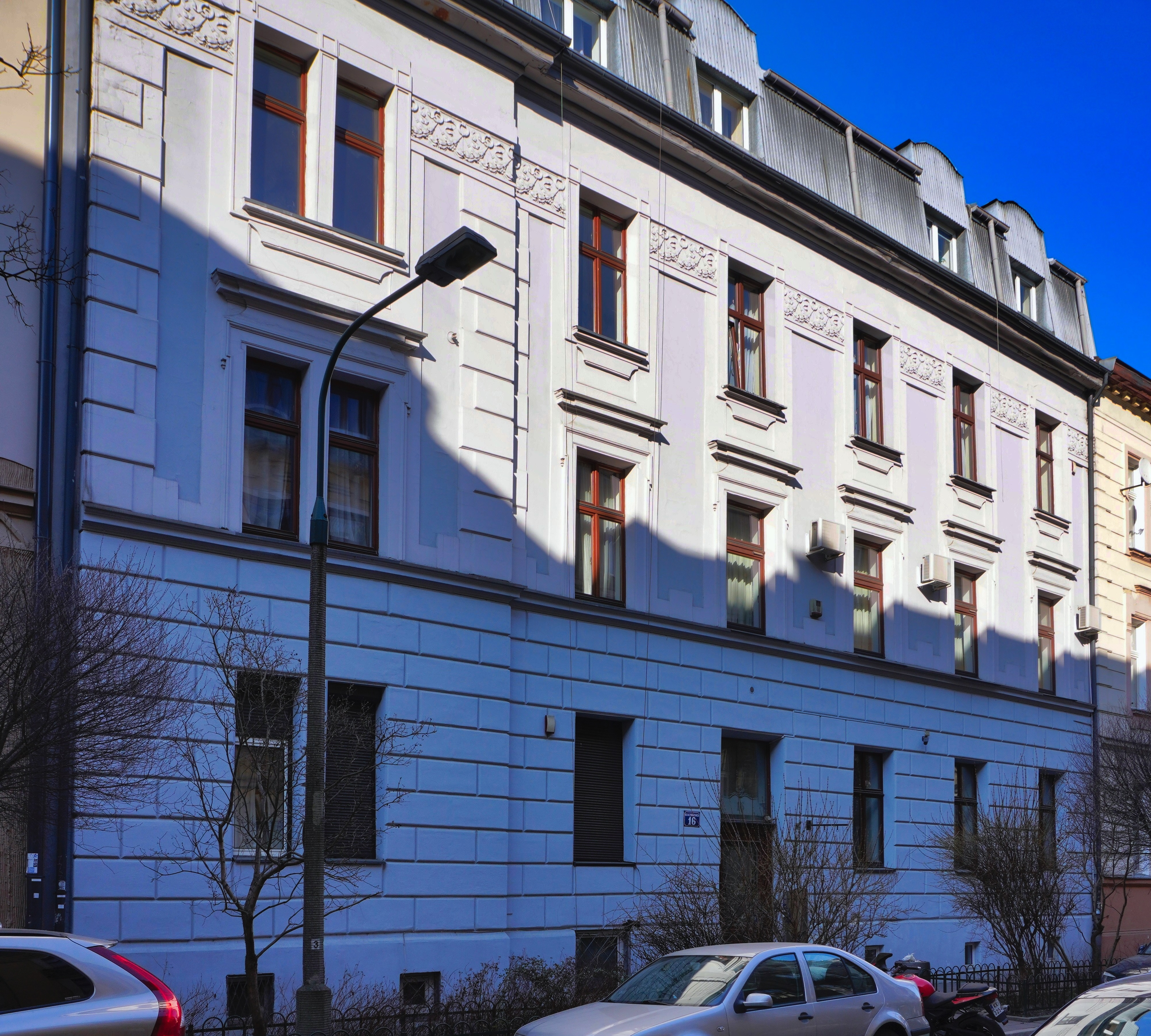
Kamienica (1906), Kraków, ul. Zyblikiewicza 16
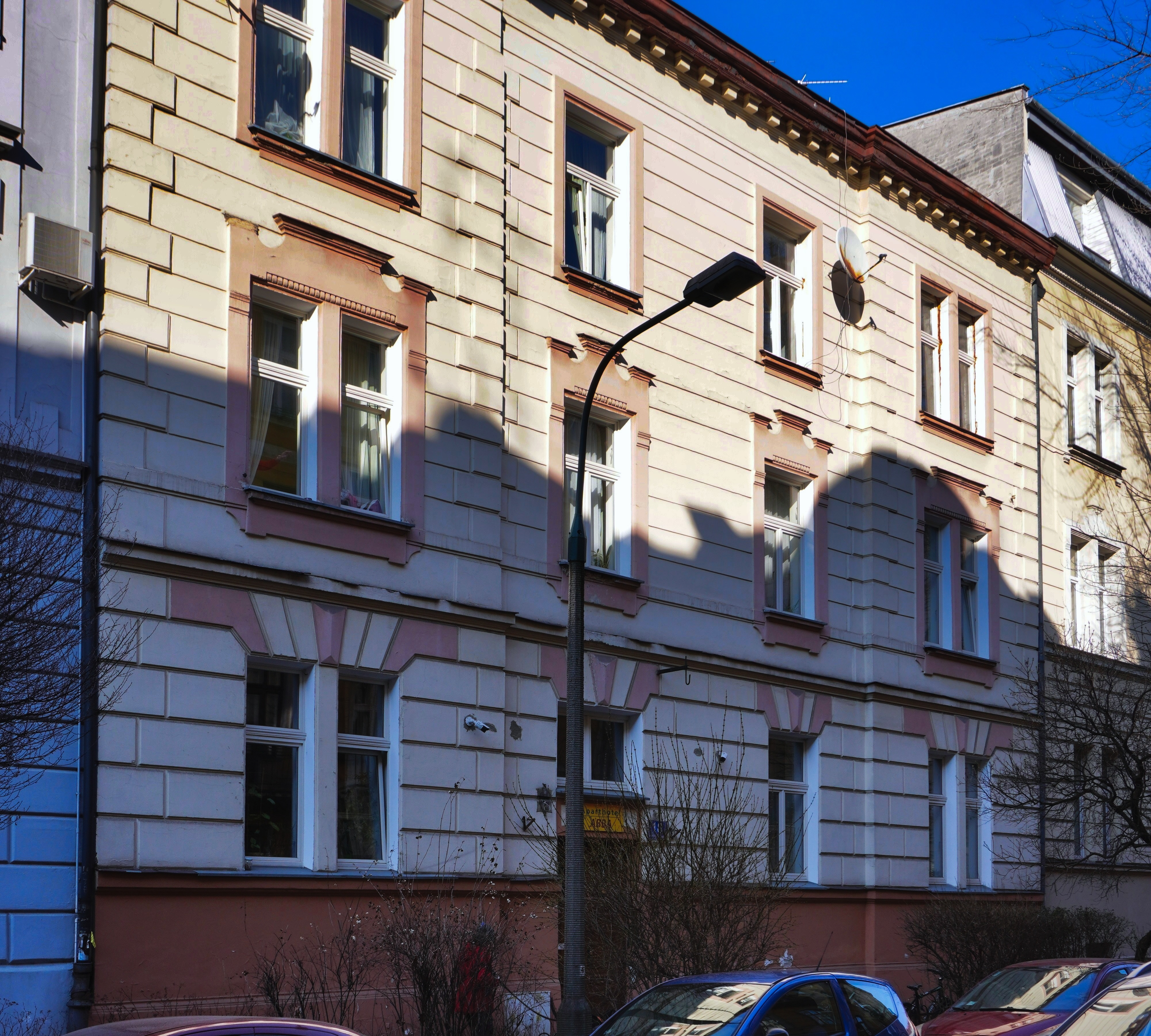
Kamienica (1906), Kraków, ul. Zyblikiewicza 18
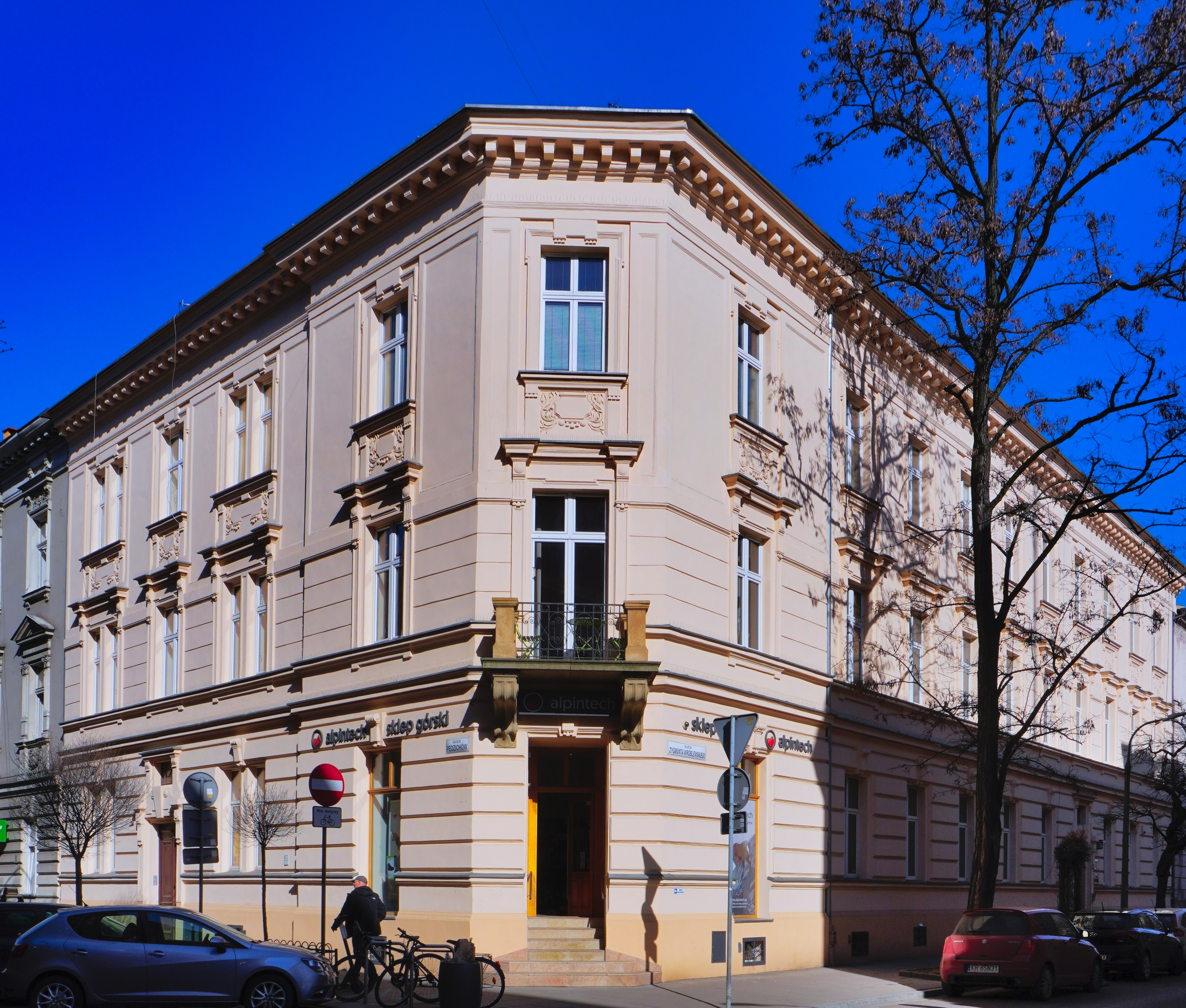
Kamienica (1902), Kraków, ul. Pędzichów 7
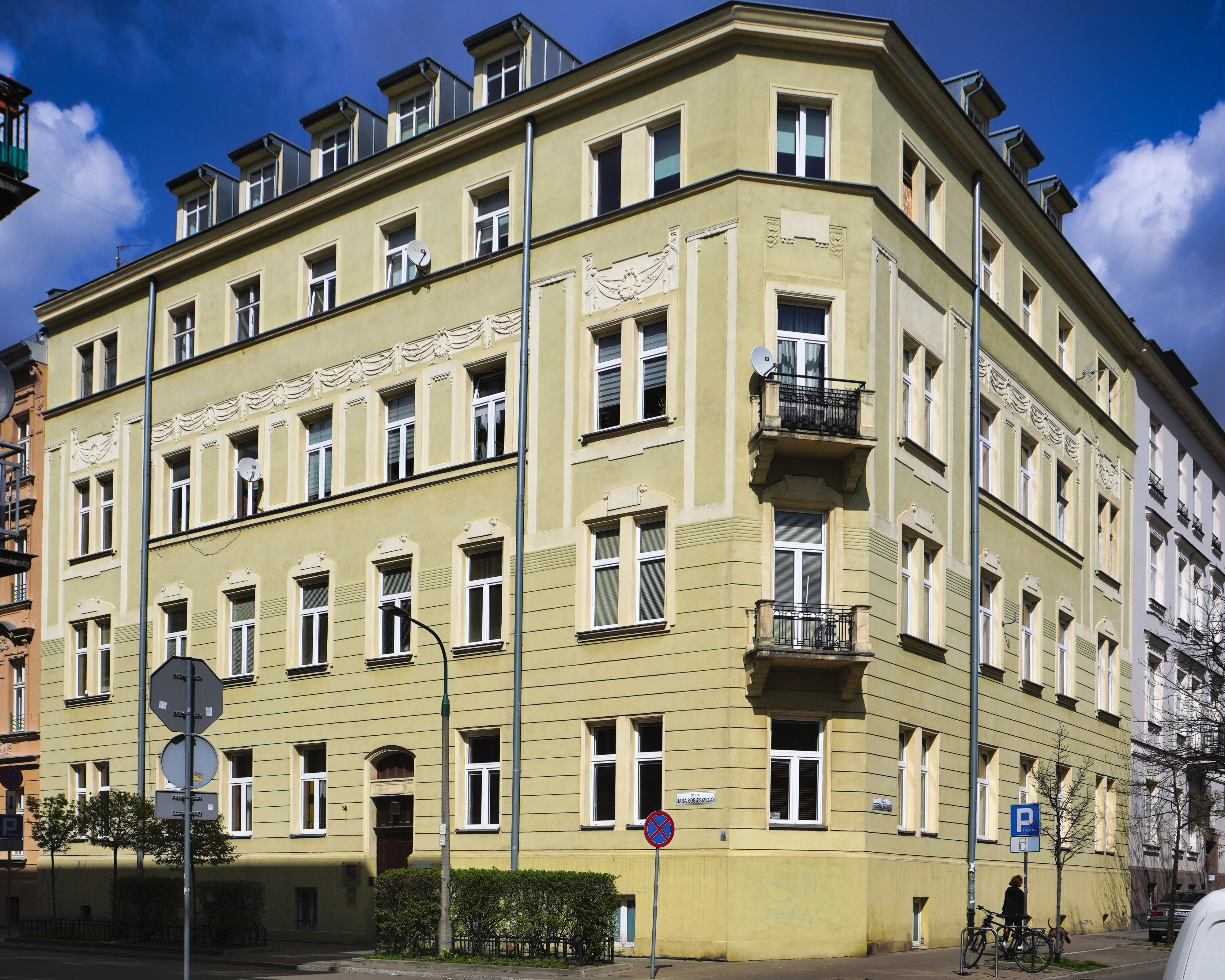
Kamienica (1906–1907), Kraków, ul. Sobieskiego 1
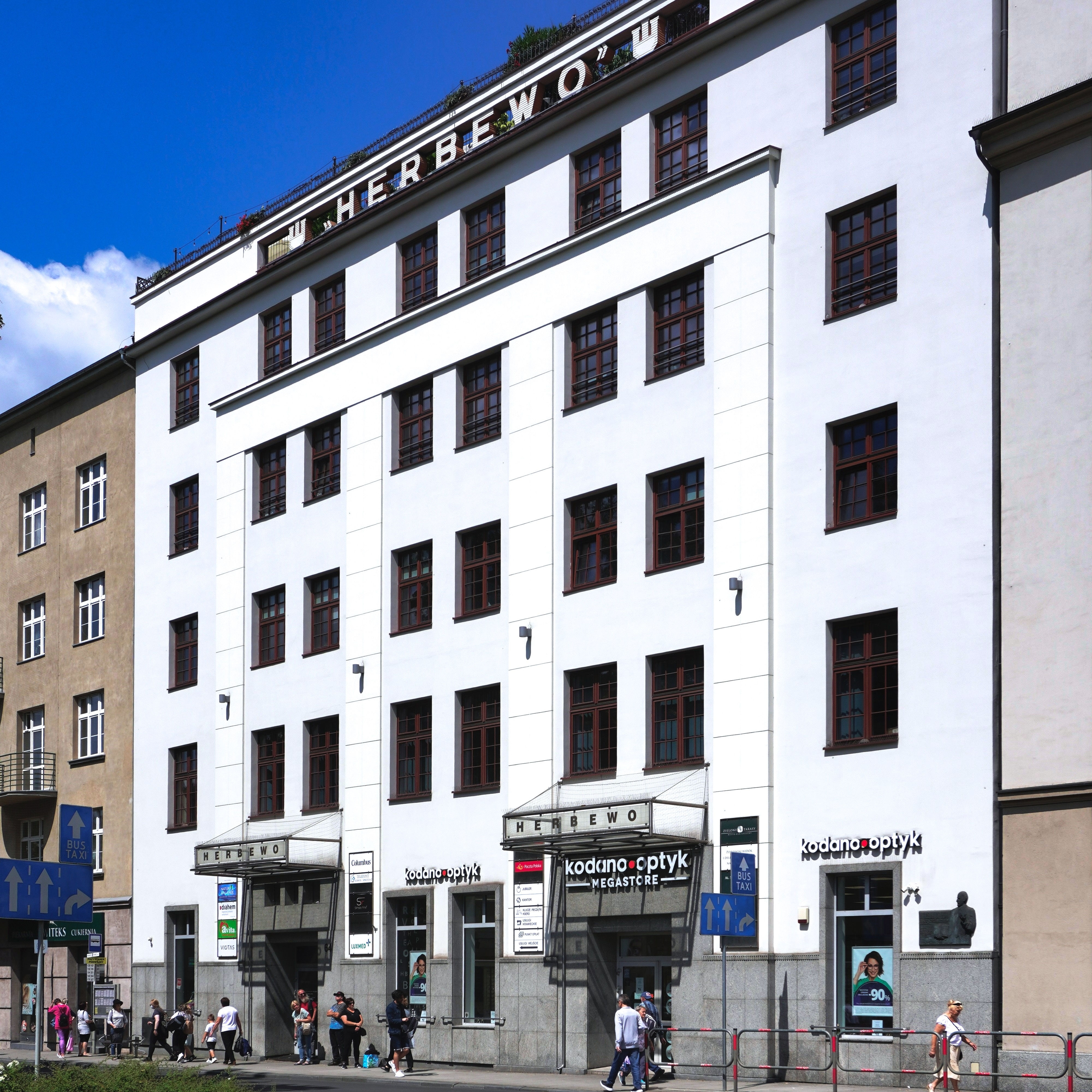
Dawna fabryka tutek Herbewo, obecnie budynek biurowy (1923), Kraków, al. Słowackiego 64